# 米德韦斯特 (怀俄明州)
米德韦斯特（英語：Midwest），是美国怀俄明州纳特罗纳县（Natrona）下属的一座城市。该市的人口在2000年为408人，2010年有404，2011年则估计有410人。